# Comissão Constitucional
A Comissão Constitucional foi um órgão consultivo e jurisdicional, criado pela Constituição portuguesa de 1976 e extinto na revisão desta de 1982, que funcionava junto do Conselho da Revolução. A sua função era julgar a inconstitucionalidade das leis nalgumas situações e dar parecer sobre a constitucionalidade das leis noutras, quando a fiscalização competisse diretamente ao Conselho da Revolução.
A revisão constitucional de 1982 extinguiu o Conselho da Revolução e a Comissão Constitucional, atribuindo os poderes desta ao então criado Tribunal Constitucional.

## Competência
A fiscalização da constitucionalidade com força obrigatória e geral dos diplomas, antes ou após a sua entrada em vigor, bem como a fiscalização da constitucionalidade por omissão de regulação de normas constitucionais competiam diretamente ao Conselho da Revolução. Em todas estas situações, a Comissão Constitucional pronunciava-se através de um parecer sobre a constitucionalidade do diploma.
Quando se tratava, porém, de fiscalização concreta da constitucionalidade, com aplicação limitada ao caso a ser decidido, a Comissão Constitucional julgava por si a questão.

## Composição
A Comissão era composta por nove membros, um presidente e oito vogais, que exerciam por mandatos de quatro anos:
- Presidia à Comissão um membro do Conselho da Revolução designado por este e que detinha voto de qualidade,
- Quatro juízes, um designado pelo Supremo Tribunal de Justiça e os restantes pelo Conselho Superior da Magistratura, de entre os quais um vindo dos tribunais da Relação e dois dos tribunais de primeira instância,
- Um cidadão de reconhecido mérito designado pelo presidente da República,
- Um cidadão de reconhecido mérito designado pela Assembleia da República,
- Dois cidadãos de reconhecido mérito designados pelo Conselho da Revolução, sendo um deles jurista de comprovada competência.

## Organização e funcionamento
A Comissão funcionava junto do Conselho da Revolução, a quem competia regular a organização, o funcionamento e o processo daquela. As regras processuais podiam, no entanto, ser alteradas pela Assembleia da República.